# Fort Bragg (North Carolina)

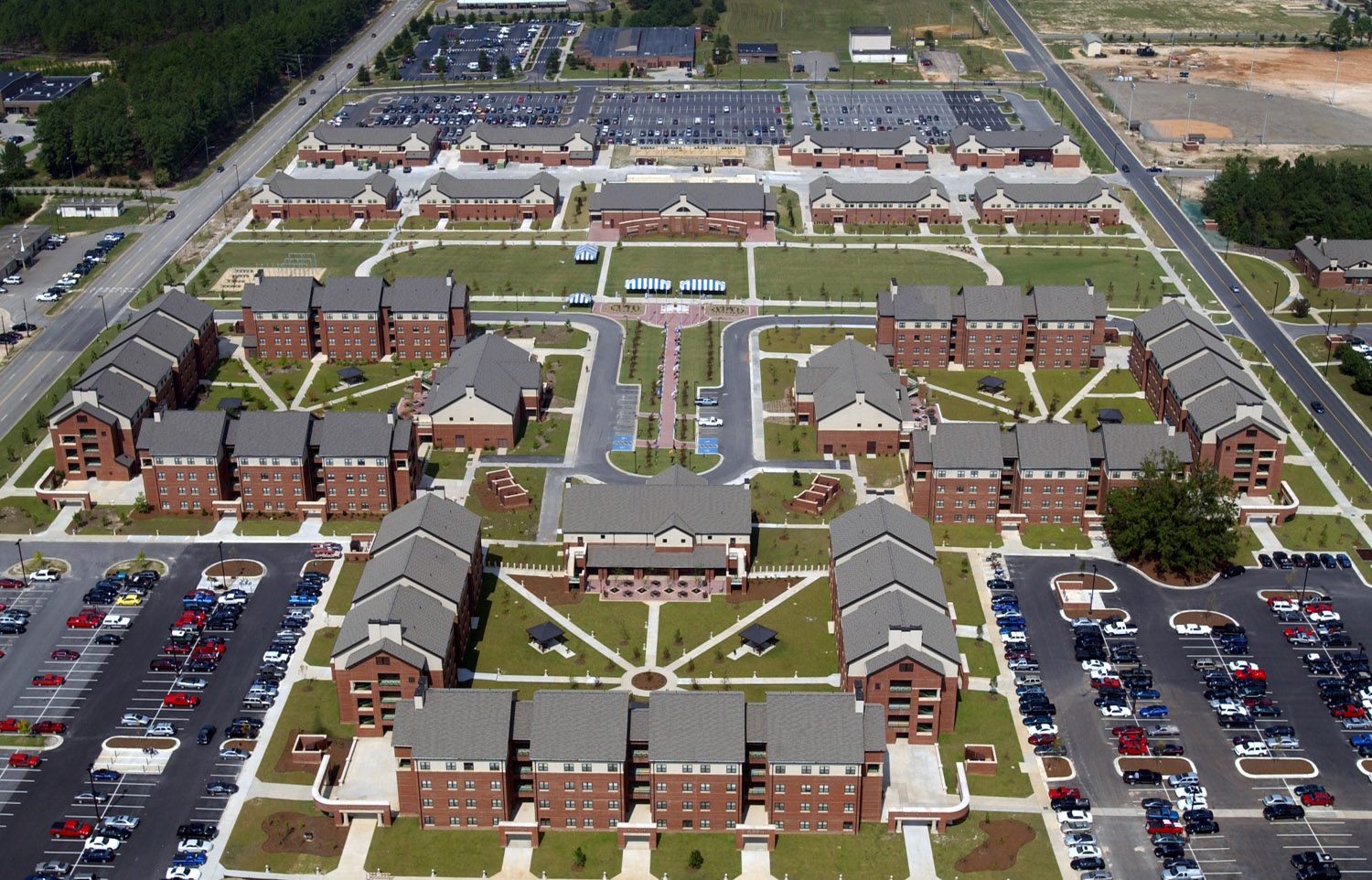
Kaserne der 1. Brigade der 82. Luftlandedivision in Fort Liberty

Fort Bragg ist einer der größten Stützpunkte der US Army und befindet sich nordwestlich von Fayetteville (North Carolina)  in Cumberland County und Hoke County. Seit 2025 ist es nach Roland L. Bragg (11. Juni 1923 – 12. Januar 1999), einem US-Fallschirmjäger, benannt. Bis 2023 war die Basis nach Braxton Bragg benannt, einem General der Armee der Konföderierten Staaten von Amerika. Dazwischen trug es den Namen Fort Liberty. 

## Allgemeines

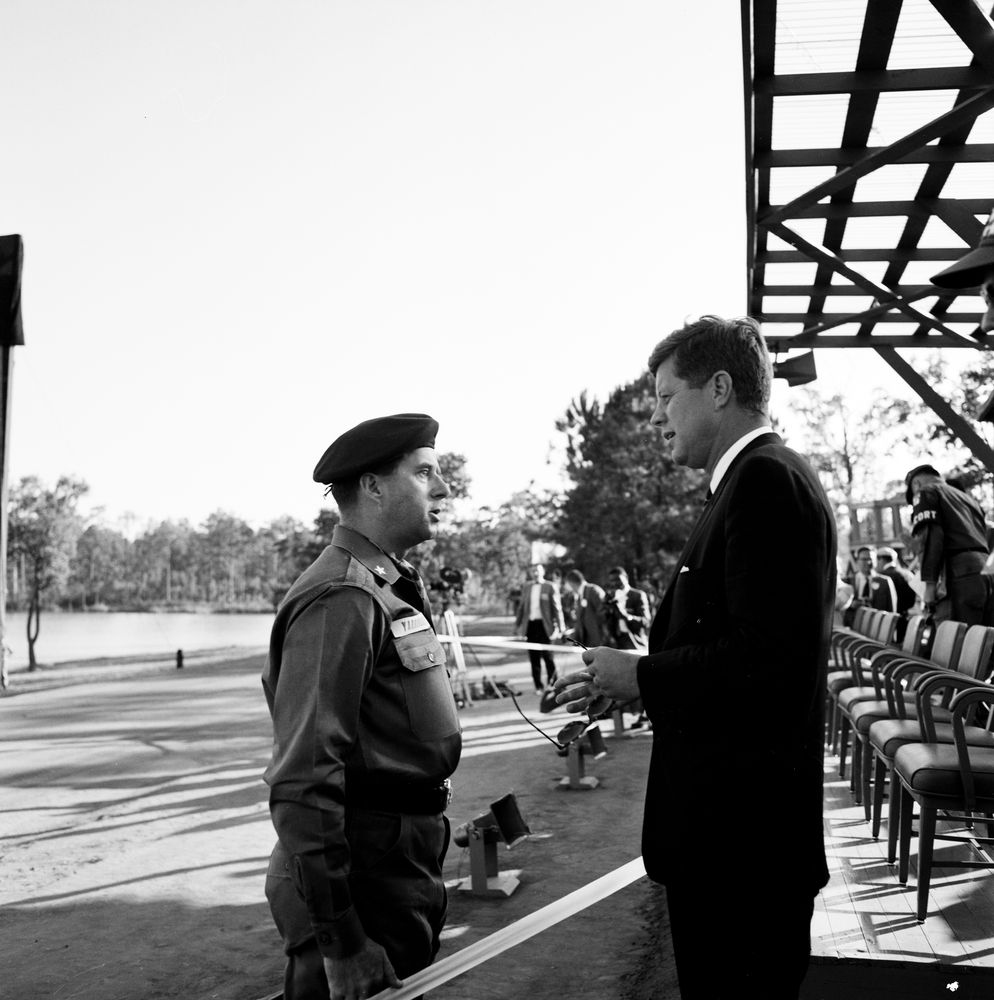
John F. Kennedy (rechts) mit Lieutenant General William P. Yarborough 1961 bei seinem Besuch der Special Forces im Fort

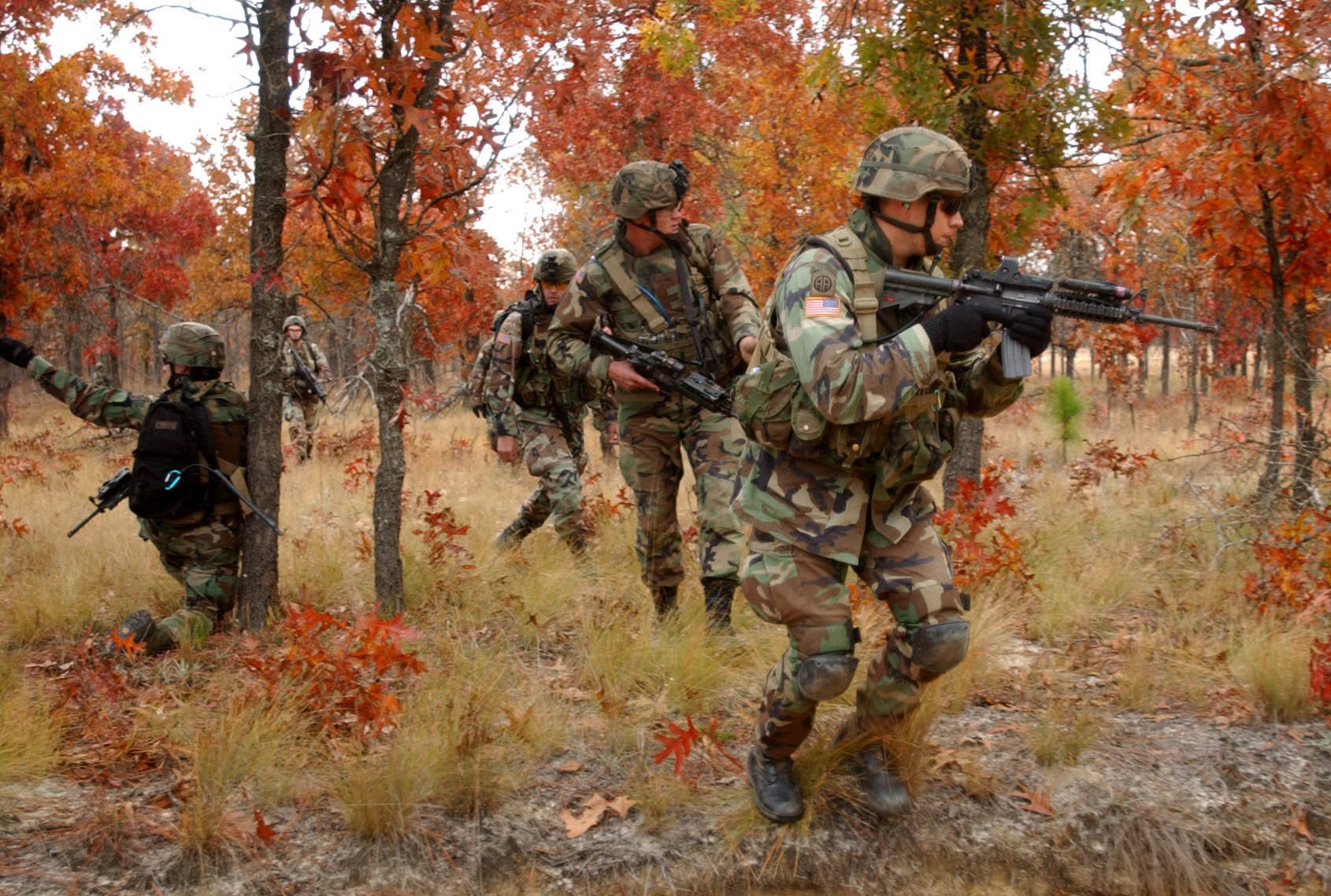
Soldaten der 82. Luftlandedivision bei einer Übung auf dem Gelände von Fort Liberty

Gegründet am 4. September 1918 als Camp Bragg, ist es heute mit rund 43.000 Soldaten (10 % des aktiven Army-Personals) und 8.000 Zivilangestellten der größte Army-Stützpunkt und weltweit die größte Einrichtung für Luftlandetruppen sowie einer der größten Militärkomplexe der Welt. Auf dem 650 km² großen Gelände befinden sich die wichtigsten Nachschubzentren und bedeutendsten Ausbildungseinrichtungen der US Army sowie die Unterkünfte der Soldaten.
Als Home of The Airborne and Special Operations Forces bekannt, ist Fort Bragg Sitz des Hauptquartiers der Fallschirmjäger der US Army, des XVIII. US-Luftlandekorps (XVIII. Airborne Corps) und des Einsatzführungskommandos für Spezialeinheiten der US Army, dem US Army Special Operations Command.
Neben dem Zentrum der Fallschirmsprungausbildung (bis zu 100.000 Sprünge pro Jahr) befindet sich hier auch das John F. Kennedy Special Warfare Center and School, die Ausbildungsakademie der Spezialeinheiten. Fort Bragg verfügt über das modernste Übungs- und Trainingsareal der US Army.
Gleichzeitig ist der Stützpunkt auch das Zentrum für die militärische Terrorismusbekämpfung. Dieses von der Delta Force genutzte Areal ist besonders gesichert und für Einheitsfremde nur mit Sondererlaubnis zugänglich. Das Trainingsgelände der Einheit, Range 19 genannt, wurde Anfang der 1980er Jahre für 80 Millionen US-Dollar modernisiert und wird auch vom Hostage Rescue Team des FBI für gemeinsame Übungen genutzt.
In den 1970er Jahren geriet der Stützpunkt wegen eines von Jeffrey MacDonald, Captain der Green Berets, begangenen dreifachen Mordes in die Schlagzeilen.
Am 27. Oktober 1995 tötete William Kreutzer Jr. einen Offizier und verletzte 18 Soldaten.

## Namensgebung
Der Stützpunkt war zunächst benannt nach Braxton Bragg, der im Sezessionskrieg als General der an der Sklaverei festhaltenden konföderierten Staaten diente. Seine Umbenennung wie auch die anderer nach Südstaatengeneralen benannten Militäreinrichtungen wurde 2020 beschlossen. Vorgeschlagen wurde von einer Namensfindungskommission der Name Fort Liberty. Der Name wurde am 2. Juni 2023 geändert; die Umbenennung war politisch umstritten und wurde am 11. Februar 2025 rückgängig gemacht. Neuer Namensgeber ist Roland L. Bragg (11. Juni 1923 – 12. Januar 1999), ein Fallschirmjäger, der im Zweiten Weltkrieg diente und einen Silver Star und das Purple Heart verliehen bekam.

## Stationierte Einheiten
- XVIII. US-Luftlandekorps
  -  82. US-Luftlandedivision
    - 1. Infantry Brigade Combat Team (Airborne)
    - 2. Infantry Brigade Combat Team (Airborne)
    - 3. Infantry Brigade Combat Team (Airborne)
    - 4. Infantry Brigade Combat Team (Airborne)
    - 82. Heeresfliegerbrigade

  - 1. Logistikkommando
    - 82. Logistikbrigade

  - 16. Militärpolizeibrigade
  - 18. Artilleriebrigade
  - 20. Pionierbrigade
  - 44. Medizinbrigade
  - 525. Gefechtsfeldüberwachungsbrigade
- US Army Special Operations Command
  -  Special Forces Command (Airborne) (Green Berets)
    - 3rd Special Forces Group (Airborne)

  - John F. Kennedy Special Warfare Center and School
  - Special Operations Support Command (Airborne)
  - 4th Psychological Operations Group (Airborne)
  - 95th Civil Affairs Brigade (Airborne)
- 108. Luftabwehrbrigade
- 1st Special Forces Operational Detachment-Delta (Airborne) (Delta Force)

## Angebundene militärische Einrichtungen
- Camp Mackall
- Mackall Army Airfield
- Simmons Army Airfield

## Luftverlegungs- und Einschiffungssammelpunkte
- Pope Air Force Base
- Port of Charleston

## Personen, die im Stützpunkt geboren wurden
- Hal Daub (* 1941), Politiker
- Chris Hanburger (* 1941), American-Football-Spieler
- Raymond Floyd (* 1942), Profigolfer
- Michael Blake (1945–2015), Schriftsteller und Drehbuchautor
- William Joseph Burns (* 1956), Diplomat und CIA-Direktor
- Walter Malmquist (* 1956), Nordischer Kombinierer und Skispringer
- Patricia Horoho (* 1960), Offizierin und Surgeon General of the United States Army
- Julianne Moore (* 1960), Schauspielerin
- Judith Scott (* 1965), Schauspielerin
- Dana DeArmond (* 1979), Pornodarstellerin
- Cliff Hammonds (* 1985), Basketballspieler
- Shareese Woods (* 1985), Sprinterin
- Mary Christina Brown (* 1986), Schauspielerin, Model, Tänzerin und Sängerin